# يوتاكا أدزوما
يوتاكا أدزوما (باليابانية: 東 泰) (21 سبتمبر 1967 في توكوشيما في اليابان – )؛ هو لاعب كرة قدم ياباني سابق كان يلعب كلاعب وسط.

## وصلات خارجية
- J.League Data Site (باليابانية)